# Fred Dubois

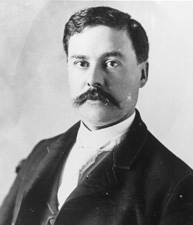
Fred Dubois

Fred Thomas Dubois, född 29 maj 1851 i Palestine, Illinois, död 14 februari 1930 i Washington, D.C., var en amerikansk politiker. Han representerade delstaten Idaho i USA:s senat 1891-1897 och 1901-1907.
Dubois var av fransk-kanadensisk härkomst. Han utexaminerades 1872 från Yale College. Han flyttade 1880 till Idahoterritoriet.
Dubois inledde sin politiska karriär som republikan. Han var US Marshall för Idahoterritoriet 1882-1886. Som marshall förde han en kampanj att frånta mormoner deras rösträtt i och med att de bröt mot lagen genom att praktisera polygami. Dubois representerade sedan Idahoterritoriet i USA:s representanthus som delegat utan rösträtt 1887-1890.
Dubois efterträdde 1891 William J. McConnell som senator för Idaho. Han bytte 1896 parti till Silver Republican Party. Han kandiderade till omval men förlorade mot Populistpartiets kandidat Henry Heitfeld.
Dubois återvände 1901 till senaten, denna gången som demokrat. Han ledde en grupp av senatorer som försökte att tvinga Reed Smoot, den första mormonen att bli invald i senaten, att avgå som senator för Utah. Kampanjen mot Smoot baserade sig på påståenden om att mormonerna fortsatte att praktisera polygami i smyg. Dubois förespråkade också självständighet för Filippinerna. Efter ett besök till Filippinerna ändrade han åsikt och förespråkade i stället att ögruppen säljs till Japan.
Dubois grav finns på Grove City Cemetery i Blackfoot. Städerna Dubois i Clark County, Idaho och Dubois i Fremont County, Wyoming har fått sina namn efter Fred Dubois.